# Denticulella pellucida
Denticulella pellucida är en rundmaskart som beskrevs av Nathan Augustus Cobb 1933. Denticulella pellucida ingår i släktet Denticulella och familjen Chromadoridae. Inga underarter finns listade i Catalogue of Life.